# Le Chat Murr

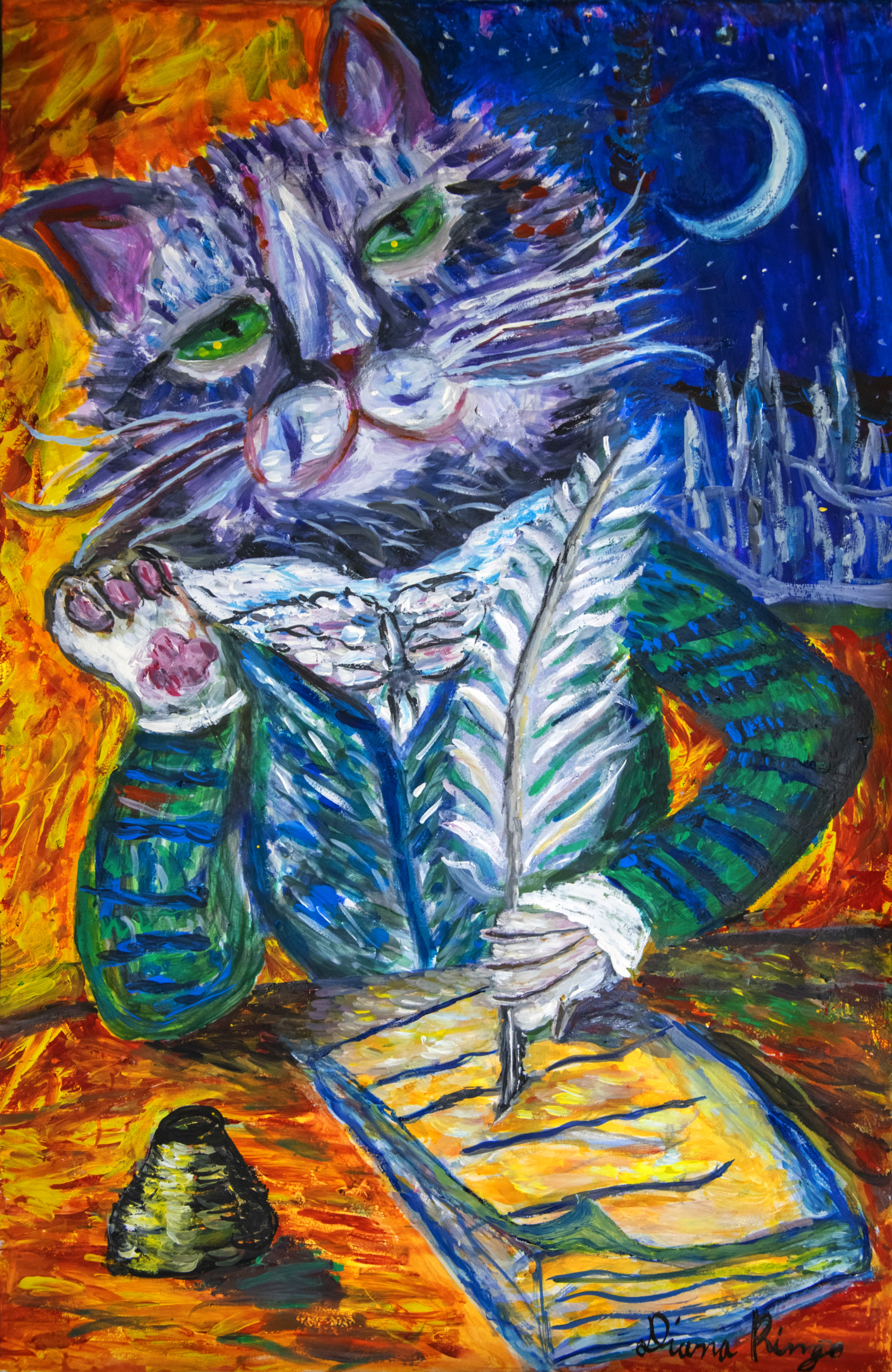
Le Chat Murr, vue d'artiste contemporain

Le Chat Murr est un roman inachevé d'Ernst Theodor Amadeus Hoffmann, publié en deux volumes en 1819 et 1821.

## Titre complet
Le titre complet est : Les sages réflexions du chat Murr entremêlées d'une biographie fragmentaire du maître de chapelle Johannès Kreisler présenté au hasard de feuillets arrachés. (en langue originale allemande : Lebensansichten des Katers Murr, nebst fragmentarischer Biographie des Kapellmeisters Johannes Kreisler in zufälligen Makulaturblättern.).

## Sommaire
- Préface de l'éditeur
- Avant-propos de l'auteur
- Préface secrète de l'auteur
- Première partie - Sensation d'exister. Mois d'enfance
- Deuxième partie - Expériences de l'adolescent. Moi aussi, je fus en Arcadie
- Troisième partie - Les mois d'apprentissage. Jeux et caprices du hasard
- Quatrième partie - Conséquences salutaires d'une haute culture. Les mois de maturité virile
- Post-scriptum de l'éditeur

## Particularités
- Le roman se présente comme l'autobiographie d'un chat poète qui a appris à écrire. Ludwig Tieck avait déjà fait d'un chat un critique littéraire dans Der gestiefelte Kater.
- L'éditeur (Hoffmann) prétend que cette autobiographie, livrée par l'auteur Murr mélangée à d'autres feuilles, a été imprimée telle quelle, et comprend donc des pages arrachées à la biographie du maître de Murr, Johannès Kreisler.
- Ce roman contient donc un autre livre sous forme de fragments lacunaires.
- Le chat Murr était le nom du chat véritable de Hoffmann, nom inspiré par le bruit du ronronnement. Hoffmann laisse l'œuvre inachevée lorsque son animal de compagnie meurt réellement.
- Le maître de chapelle Johannes Kreisler, musicien tourmenté et extravagant, apparaissait dans les Kreisleriana (1810) du même auteur. Les critiques considèrent souvent ce personnage comme un autoportrait.
- À travers le récit de la jeunesse de Murr, le roman contient une parodie de Bildungsroman ou roman d'apprentissage, genre lancé par Goethe.

## Traductions en français
- Les Contemplations du chat Murr, entremêlées accidentellement de la biographie du maître de chapelle Jean Kreisler, traduit par Adolphe Loève-Veimars vers 1832. Réédition en GF Flammarion.
- Le Chat Murr traduit par Albert Béguin en 1943. Réédition Gallimard, coll. « L'Imaginaire »
- Les Sages Réflexions du Chat Murr, entremêlées d'une biographie fragmentaire du maître de chapelle Johannès Kreisler présentée au hasard de feuillets arrachés, traduit par Madeleine Laval en 1988. Réédition Phébus, coll. « Libretto ».